# Uvaria angolensis
Uvaria angolensis este o specie de plante angiosperme din genul Uvaria, familia Annonaceae, descrisă de Friedrich Welwitsch și Daniel Oliver. Conform Catalogue of Life specia Uvaria angolensis nu are subspecii cunoscute.